# 핵작용소
함수해석학에서,  핵작용소(核作用素, 영어: nuclear operator)는 그 성분들의 {\displaystyle p}거듭제곱들의 합이 수렴하는 콤팩트 작용소이다. 특히, {\displaystyle p=1}일 경우(즉, 성분들의 합이 절대 수렴)를 대각합류 작용소(對角合類作用素, 영어: trace-class operator)라고 하며, 이 경우 무한 차원의 경우에도 대각합을 정의할 수 있다. {\displaystyle p=2}인 경우를 힐베르트-슈미트 작용소(Hilbert-Schmidt作用素, 영어: Hilbert–Schmidt operator)라고 한다.

## 정의
{\displaystyle \mathbb {K} \in \{\mathbb {R} ,\mathbb {C} \}}가 실수체 또는 복소수체 가운데 하나라고 하자. 임의의 양의 실수 {\displaystyle p\in \mathbb {R} ^{+}}가 주어졌다고 하자.
두 {\displaystyle \mathbb {K} }-힐베르트 공간 {\displaystyle V}, {\displaystyle W} 사이의 유계 작용소
{\displaystyle T\colon V\to W}
가 다음과 같은 꼴의 급수로 표현될 수 있다면, {\displaystyle T}를 {\displaystyle p}차 핵작용소({\displaystyle p}次核作用素, 영어: {\displaystyle p}-nuclear operator)라고 한다.
{\displaystyle T=\sum _{0\leq i<N}\alpha _{i}f_{i}\langle e_{i},-\rangle }
여기서
- {\displaystyle 0\leq N\leq \infty }이다.
- {\displaystyle (e_{i})_{0\leq i<N}}는 {\displaystyle V} 속의 정규 직교열이다. 즉, {\displaystyle \langle e_{i},e_{j}\rangle =\delta _{ij}}이어야 한다. (그러나 {\displaystyle (e_{i})_{0\leq i<N}}는 {\displaystyle V}의 정규 직교 기저일 필요가 없다. 예를 들어, 만약 {\displaystyle V}가 분해 가능 공간이 아니라면 이는 정규 직교 기저일 수 없다.)
- {\displaystyle (f_{i})_{0\leq i<N}}는 {\displaystyle W} 속의 정규 직교열이다. 즉, {\displaystyle \langle f_{i},f_{j}\rangle =\delta _{ij}}이어야 한다. (그러나 {\displaystyle (f_{i})_{0\leq i<N}}는 {\displaystyle W}의 정규 직교 기저일 필요가 없다. 예를 들어, 만약 {\displaystyle W}가 분해 가능 공간이 아니라면 이는 정규 직교 기저일 수 없다.)
- {\displaystyle (\alpha _{i})_{0\leq i<N}\in \operatorname {L} ^{p}(\{i\}_{0\leq i<N};\mathbb {K} )}. (여기서 {\displaystyle \operatorname {L} ^{p}(\{i\}_{0\leq i<N};\mathbb {K} )}은 크기 {\displaystyle N}의 이산 공간 위의 르베그 공간이다. 만약 {\displaystyle N=\infty }라면 이는 {\displaystyle \ell ^{p}(\mathbb {K} )}이며, {\displaystyle N<\infty }라면 이는 {\displaystyle \mathbb {K} ^{N}}이다.)
- 급수의 수렴은 유계 작용소 공간 {\displaystyle \operatorname {B} (V,W)}의 작용소 노름에 대한 것이다.

만약 {\displaystyle p=1}일 경우, 1차 핵작용소는 대각합류 작용소 또는 단순히 핵작용소라고 불린다.:207, §VI.6 만약 {\displaystyle p=2}일 경우, 2차 핵작용소는 힐베르트-슈미트 작용소라고 불린다.:210, §VI.6
{\displaystyle V}와 {\displaystyle W} 사이의 {\displaystyle p}차 핵작용소들의 {\displaystyle \mathbb {K} }-벡터 공간을
{\displaystyle {\mathfrak {S}}_{p}(V,W)\subseteq \operatorname {B} (V,W)}
로 표기하자. 이는 유계 작용소 공간 {\displaystyle \operatorname {B} (V,W)}의 부분 공간이므로, 따라서 {\displaystyle \mathbb {K} }-노름 공간을 이룬다.

### 바나흐 공간의 경우
핵작용소의 정의는 {\displaystyle 0<p\leq 1}의 경우 바나흐 공간으로 일반화될 수 있다. 그러나 {\displaystyle p>1}일 경우 이는 그렇지 않다.

## 연산

### 대각합
임의의 {\displaystyle \mathbb {K} }-힐베르트 공간 {\displaystyle V}에 대하여, {\displaystyle {\mathfrak {S}}_{1}(V,V)} 위에 다음과 같은 함수를 정의할 수 있으며, 이를 대각합이라고 한다.
{\displaystyle \operatorname {tr} \colon {\mathfrak {S}}_{p}(V,V)\to \mathbb {K} }
{\displaystyle \operatorname {tr} \left(\sum _{0\leq i<N}\langle e_{i},-\rangle \alpha _{ij}e_{j}\right)=\sum _{i=0}^{N}\alpha _{ij}}
이는 사용되는 정규 직교 벡터열 {\displaystyle e_{i}}에 의존하지 않음을 보일 수 있다.
이는 {\displaystyle {\mathfrak {S}}_{1}(V,V)} 위의 {\displaystyle \mathbb {K} }-선형 변환을 이룬다.

### 샤텐 노름
마찬가지로, {\displaystyle {\mathfrak {S}}_{p}(V,W)} 위에 다음과 같은 샤텐 {\displaystyle p}-노름(영어: Schatten {\displaystyle p}-norm)을 정의할 수 있다.
{\displaystyle \|\|_{p}\colon {\mathfrak {S}}_{p}(V,W)\to \mathbb {R} _{\geq 0}}
{\displaystyle \|\|_{p}\colon T\mapsto \operatorname {tr} _{V}(T^{*}T)^{p/2}=\operatorname {tr} _{W}(TT^{*})^{p/2}}
({\displaystyle T^{*}}는 에르미트 수반이다. {\displaystyle 1/q}거듭제곱을 취하는 것은 {\displaystyle T^{*}T}가 자기 수반 작용소이기 때문에 가능하며, 그 결과는 항상 {\displaystyle {\mathfrak {S}}_{1}}에 속한다.) (물론, {\displaystyle p<1}일 경우 샤텐 {\displaystyle p}-노름은 사실 노름이 아니다.) 이는 위와 동치로 {\displaystyle T}의 (대수적 중복수를 고려한) 특잇값 {\displaystyle (s_{i})_{i=0}^{N}}들이 주어졌을 때
{\displaystyle \|T\|=\sum _{0\leq i<N}|s_{i}|^{p}}
로 정의될 수 있다.
위와 같은 {\displaystyle p}-노름을 부여하면, {\displaystyle {\mathfrak {S}}_{p}(V,W)}는 {\displaystyle \mathbb {K} }-바나흐 공간을 이룬다.:232, §1

### 힐베르트-슈미트 내적
특히, {\displaystyle p=2}인 경우, {\displaystyle {\mathfrak {S}}_{2}(V,W)}는 힐베르트 공간을 이룬다. 구체적으로, 그 내적은 다음과 같다.
{\displaystyle \langle S,T\rangle =\operatorname {tr} (S^{*}T)}
이 내적은 힐베르트-슈미트 내적(Hilbert-Schmidt內積, 영어: Hilbert–Schmidt inner product)이라고 한다.
이에 따라, 다음과 같은 {\displaystyle \mathbb {K} }-힐베르트 공간 사이의 동형(유니터리 변환)이 존재한다.
{\displaystyle {\mathfrak {S}}_{2}(V,W)\to {\bar {V}}{\hat {\otimes }}_{\mathbb {K} }W}
{\displaystyle \sum _{0\leq i<N}\langle e_{i},-\rangle \alpha _{ij}f_{j}\mapsto \sum _{0\leq i<N}\alpha _{ij}{\bar {e}}_{i}\otimes _{\mathbb {K} }f_{j}}
여기서 {\displaystyle {\hat {\otimes }}_{\mathbb {K} }}는 (대수적) {\displaystyle \mathbb {K} }-텐서곱의 완비화 (=힐베르트 텐서곱)를 뜻한다.
임의의 {\displaystyle 0<p<2}에 대하여, {\displaystyle {\mathcal {S}}_{p}(V,V)} 위에도 힐베르트-슈미트 내적을 부여할 수 있으나, 이 경우 일반적으로 이 내적 공간은 힐베르트 공간을 이루지 못하며, 내적에 대한 완비화는 {\displaystyle {\mathfrak {S}}_{2}(V,V)}이다.

## 성질

### 포함 관계
정의에 따라, 임의의 {\displaystyle 0<p\leq p'<\infty }에 대하여 다음이 성립한다.
{\displaystyle {\mathfrak {S}}_{p}(V,W)\subseteq {\mathfrak {S}}_{p'}(V,W)}
또한, 만약 {\displaystyle V}와 {\displaystyle W}가 무한 차원이라면 이 포함 관계는 일치하지 않는다. (만약 {\displaystyle V}와 {\displaystyle W}가 유한 차원이라면 물론 항상 {\displaystyle {\mathfrak {S}}_{p}(V,W)=\operatorname {B} (V,W)}이다.)
특히, 두 {\displaystyle \mathbb {K} }-힐베르트 공간 사이의 선형 변환에 대하여 다음과 같은 포함 관계가 성립한다.
선형 변환 ⊇ 유계 작용소 ⊇ 콤팩트 작용소 ⊇ 힐베르트-슈미트 작용소 ⊇ 대각합류 작용소

### 연산에 대한 닫힘
임의의 {\displaystyle 0<p<\infty }에 대하여, {\displaystyle {\mathfrak {S}}_{p}(V,W)}는 {\displaystyle \mathbb {K} }-벡터 공간을 이룬다. 즉, 이들은 유한 합과 스칼라 곱에 대하여 닫혀 있다. 또한, 임의의 {\displaystyle T\in {\mathfrak {S}}_{p}(V,W)}에 대하여, 그 에르미트 수반 역시 다음과 같은 핵작용소이다.
{\displaystyle T^{*}\in {\mathfrak {S}}_{p}(W,V)}
만약 {\displaystyle V=W}일 경우, 임의의 {\displaystyle 0<p<\infty }에 대하여, {\displaystyle {\mathfrak {S}}_{p}(V,V)\subseteq \operatorname {B} (V,V)}는 바나흐 대수 {\displaystyle \operatorname {B} (V,V)}의 양쪽 아이디얼을 이룬다.:232, §1
다음과 같은 곱셈 정리(-定理, 영어: multiplication theorem)가 성립한다. 임의의
{\displaystyle 0<p,q<\infty }
에 대하여,
{\displaystyle 1/r=1/p+1/q}
를 정의하면, 임의의 세 {\displaystyle \mathbb {K} }-힐베르트 공간 {\displaystyle U,V,W}에 대하여 다음이 성립한다.:232, §1
{\displaystyle {\mathfrak {S}}_{q}(V,W){\mathfrak {S}}_{p}(U,V)\subseteq {\mathfrak {S}}_{r}(U,W)}
{\displaystyle \|TS\|_{r}r\leq \|T\|_{q}\|S\|_{p}\qquad \forall S\in {\mathfrak {S}}_{p}(U,V),\;T\in {\mathfrak {S}}_{q}(V,W)}

### 위상수학적 성질
힐베르트 공간 {\displaystyle V}에 대하여 다음 두 조건이 서로 동치이다.
- {\displaystyle {\mathfrak {S}}_{2}(V,V)\subseteq \operatorname {B} (V,V)}는 (유계 작용소들의 바나흐 대수 {\displaystyle \operatorname {B} (V,V)}에 작용소 노름 위상을 부여하였을 때) 닫힌집합이다.
- {\displaystyle V}는 유한 차원 {\displaystyle \mathbb {K} }-힐베르트 공간이다.

### 고윳값과의 관계
다음이 주어졌다고 하자.
- {\displaystyle \mathbb {K} }-힐베르트 공간 {\displaystyle V}
- 대각합류 작용소 {\displaystyle T\in {\mathfrak {S}}_{1}(V,V)}
- {\displaystyle T}의 고윳값들이 (대수적 중복수를 포함하여) {\displaystyle (\lambda _{i})_{0\leq i<\dim _{\mathbb {K} }{\mathcal {H}}}}라고 하자.

그렇다면, 리츠키 정리(Лидский定理, 영어: Lidskii’s theorem)에 따르면 다음이 성립한다.
{\displaystyle \operatorname {tr} T=\sum _{0\leq i<\dim _{\mathbb {K} }{\mathcal {H}}}\lambda _{i}}

## 예
힐베르트-슈미트 작용소의 대표적인 예는 힐베르트-슈미트 적분 작용소(영어: Hilbert–Schmidt integral operator)이다.
연결 열린집합 {\displaystyle U\subseteq \mathbb {R} ^{n}} 및 함수
{\displaystyle f\in \operatorname {L} ^{2}(U\times U;\mathbb {C} )}
가 주어졌다고 하자. 그렇다면, {\displaystyle f}에 대응하는 힐베르트-슈미트 적분 작용소는 다음과 같다.
{\displaystyle T\colon \operatorname {L} ^{2}(U;\mathbb {C} )\to \operatorname {L} ^{2}(U;\mathbb {C} )}
{\displaystyle Tu(x)=\int _{U}f(x,y)u(y)\,\mathrm {d} y}
이 경우, 그 힐베르트-슈미트 노름은 {\displaystyle f}의 L2 노름과 같다.
{\displaystyle \|T\|_{2}=\|f\|_{\operatorname {L} ^{2}}}

## 역사
힐베르트-슈미트 적분 작용소는 다비트 힐베르트와 에르하르트 슈미트 가 1900년대에 연구하였다. 이후 그 특성을 임의의 힐베르트 공간에 대하여 추상화하여 힐베르트-슈미트 작용소의 개념이 도입되었다.
힐베르트 공간에서, 임의의 {\displaystyle p}에 대한 {\displaystyle p}-핵작용소의 개념은 로베르트 샤텐(폴란드어: Robert Schatten, 1911~1977)과 존 폰 노이만이 1948년에 도입하였다.:580
리츠키 정리는 우크라이나 태생의 수학자 빅토르 보리소비치 리츠키(러시아어: Ви́ктор Бори́сович Ли́дский, 우크라이나어: Ві́ктор Бори́сович Лі́дський 빅토르 보리소비치 리지키[*], 1924~2008)가 증명하였다.